# SPHL 2004/05
Die Saison 2004/05 war die erste reguläre Saison der neu gegründeten Southern Professional Hockey League. Die acht Teams absolvierten in der regulären Saison je 56 Begegnungen. Das punktbeste Team der regulären Saison waren die Knoxville Ice Bears, während die Columbus Cottonmouths in den Play-offs zum ersten Mal den President’s Cup gewannen.

## Reguläre Saison

### Abschlusstabelle
Abkürzungen: GP = Spiele, W = Siege, L = Niederlagen, T = Unentschieden, OTL = Niederlage nach Overtime, GF = Erzielte Tore, GA = Gegentore, Pts = Punkte
|                           | GP | W  | L  | GF  | GA  | Pts |
| ------------------------- | -- | -- | -- | --- | --- | --- |
| Knoxville Ice Bears       | 56 | 34 | 22 | 235 | 185 | 68  |
| Macon Trax                | 56 | 33 | 23 | 230 | 195 | 66  |
| Jacksonville Barracudas   | 56 | 33 | 23 | 220 | 199 | 66  |
| Fayetteville FireAntz     | 56 | 32 | 24 | 226 | 158 | 64  |
| Columbus Cottonmouths     | 56 | 30 | 26 | 224 | 200 | 60  |
| Huntsville Havoc          | 56 | 29 | 27 | 183 | 181 | 58  |
| Asheville Aces            | 56 | 19 | 37 | 182 | 256 | 38  |
| Winston-Salem Polar Twins | 56 | 14 | 42 | 147 | 300 | 28  |

### Beste Scorer
Abkürzungen: GP = Spiele, G = Tore, A = Assists, Pts = Punkte, PIM = Strafminuten
| Spieler         | Team                  | GP | G  | A  | Pts | PIM |
| --------------- | --------------------- | -- | -- | -- | --- | --- |
| Kevin Swider    | Knoxville Ice Bears   | 52 | 33 | 73 | 106 | 27  |
| K.J. Voorhees   | Knoxville Ice Bears   | 52 | 44 | 48 | 92  | 49  |
| Tyler Perry     | Fayetteville FireAntz | 55 | 22 | 55 | 77  | 20  |
| James Patterson | Huntsville Havoc      | 56 | 31 | 44 | 75  | 30  |
| Lorne Misita    | Columbus Cottonmouths | 54 | 30 | 44 | 74  | 105 |

## President’s-Cup-Playoffs
| President’s-Cup-Pre-Playoffs | President’s-Cup-Pre-Playoffs | President’s-Cup-Pre-Playoffs |   |                         | President’s-Cup-Halbfinale | President’s-Cup-Halbfinale | President’s-Cup-Halbfinale |  |  | President’s-Cup-Finale | President’s-Cup-Finale | President’s-Cup-Finale |
|                              |                              |                              |   |                         |                            |                            |                            |  |  |                        |                        |                        |
|                              |                              |                              |   |                         |                            |                            |                            |  |  |                        |                        |                        |
|                              |                              |                              |   |                         |                            |                            |                            |  |  |                        |                        |                        |
| 2                            | Macon Trax                   | 2                            |   |                         |                            |                            |                            |  |  |                        |                        |                        |
| 2                            | Macon Trax                   | 2                            |   |                         |                            |                            |                            |  |  |                        |                        |                        |
|                              | 3                            | Jacksonville Barracudas      | 1 |                         |                            |                            |                            |  |  |                        |                        |                        |
| 3                            | 3                            | Jacksonville Barracudas      | 1 | Jacksonville Barracudas | 1                          |                            |                            |  |  |                        |                        |                        |
| 3                            |                              |                              |   | Jacksonville Barracudas | 1                          |                            |                            |  |  |                        |                        |                        |
| 6                            | Huntsville Havoc             | 0                            |   |                         |                            |                            |                            |  |  |                        |                        |                        |
| 6                            | Huntsville Havoc             | 0                            | 2 | Macon Trax              | 0                          |                            |                            |  |  |                        |                        |                        |
|                              |                              |                              |   | Macon Trax              | 0                          |                            |                            |  |  |                        |                        |                        |
|                              | 5                            | Columbus Cottonmouths        | 2 |                         |                            |                            |                            |  |  |                        |                        |                        |
|                              | 5                            | Columbus Cottonmouths        | 2 |                         |                            |                            |                            |  |  |                        |                        |                        |
|                              |                              |                              |   |                         |                            |                            |                            |  |  |                        |                        |                        |
|                              |                              |                              |   |                         |                            |                            |                            |  |  |                        |                        |                        |
| 1                            | Knoxville Ice Bears          | 0                            |   |                         |                            |                            |                            |  |  |                        |                        |                        |
| 1                            | Knoxville Ice Bears          | 0                            |   |                         |                            |                            |                            |  |  |                        |                        |                        |
|                              | 5                            | Columbus Cottonmouths        | 2 |                         |                            |                            |                            |  |  |                        |                        |                        |
| 4                            | 5                            | Columbus Cottonmouths        | 2 | Fayetteville FireAntz   | 0                          |                            |                            |  |  |                        |                        |                        |
| 4                            |                              |                              |   | Fayetteville FireAntz   | 0                          |                            |                            |  |  |                        |                        |                        |
| 5                            | Columbus Cottonmouths        | 1                            |   |                         |                            |                            |                            |  |  |                        |                        |                        |

## Vergebene Trophäen
| Auszeichnung                                                   | Spieler               | Team                  |
| -------------------------------------------------------------- | --------------------- | --------------------- |
| Coach of the Year Bester Trainer                               | Derek Booth           | Fayetteville FireAntz |
| Most Valuable Player Bester Spieler der regulären Saison       | Kevin Swider          | Knoxville Ice Bears   |
| Scoring Leader Bester Scorer der regulären Saison              | Kevin Swider          | Knoxville Ice Bears   |
| Rookie of the Year Bester Rookie der regulären Saison          | Chad Collins          | Fayetteville FireAntz |
| Defenseman of the Year Bester Verteidiger der regulären Saison | Curtis Menzul         | Knoxville Ice Bears   |
| Goaltender of the Year Bester Torhüter der regulären Saison    | Chad Collins          | Fayetteville FireAntz |
| President’s Cup Gewinner der Playoffs                          | Columbus Cottonmouths | Columbus Cottonmouths |
| William B. Coffey Trophy Bestes Team der regulären Saison      | Knoxville Ice Bears   | Knoxville Ice Bears   |